# Србија на Европском првенству у атлетици у дворани 2017.
Србија је учествовала на 34. Европском првенству у дворани 2017 одржаном у Београду, Србија, од 3. до 5. марта. Ово је било шесто Европско првенство у атлетици у дворани од 2006. године од када Србија учествује самостално под овим именом.
Репрезентацију Србије представљало је 12 учесника (7 мушкараца и 5 жена) који су се такмичили у 11 дисциплина (6 мушких и 5 женских).
На овом првенству Србија је делила 11 место по броју освојених медаља са 1 освојеном медаљом (1 златна) коју је освојила Ивана Шпановић. У табели успешности према броју и пласману такмичара који су учествовали у финалним такмичењима (првих 8 такмичара) Србија је са 3 учесника у финалу заузела 21 место са 12 бодова.
| Плас. | Земља  | 1. место | 2. место | 3. место | 4. место | 5. место | 6. место | 7. место | 8. место | Бр. финал. - Бод. |
| ----- | ------ | -------- | -------- | -------- | -------- | -------- | -------- | -------- | -------- | ----------------- |
| 21.   | Србија | 1-8      | –        | -        | -        | –        | 1–3      | –        | 1-1      | 3-12              |

## Учесници
| Бр. | Дисциплина   | Мушкарци                                                                 | Жене                                  | Укупно |
| --- | ------------ | ------------------------------------------------------------------------ | ------------------------------------- | ------ |
| 1.  | 60 м         |                                                                          | Милана Тирнанић, АК Црвена звезда     | 1      |
| 2.  | 400 м        | Милош Раовић, АК Партизан                                                | Тамара Салашки, АК Црвена звезда      | 2      |
| 3.  | 1500 м       | Горан Нава, АК Партизан                                                  | Амела Терзић, АК Нови Пазар           | 2      |
| 4.  | 3.000 м      | Душан Макевић, Универзитет Сан Антонио                                   |                                       | 1      |
| 5.  | 60 м препоне |                                                                          | Милица Емини, АК Војводина Нови Сад   | 1      |
| 6.  | Скок удаљ    | Лазар Анић, АК Раднички Крагујевац Страхиња Јованчевић, АК Црвена звезда | Ивана Шпановић, АК Војводина Нови Сад | 3      |
| 7.  | Бацање кугле | Асмир Колашинац, АК Партизан                                             |                                       | 1      |
| 8.  | Седмобој     | Михаил Дудаш, АК Војводина Нови Сад                                      |                                       | 1      |
|     | Укупно (8)   | 7                                                                        | 5                                     | 12     |

## Освајачи медаља (1)

### Злато (1)
- Ивана Шпановић — Скок удаљ

## Резултати

### Мушкарци
| Атлетичар           | Дисциплина   | Лични рекорд | Квалификације | Квалификације | Полуфинале           | Полуфинале           | Финале               | Финале       | Детаљи |
| Атлетичар           | Дисциплина   | Лични рекорд | Резултат      | Место         | Резултат             | Место                | Резултат             | Место        | Детаљи |
| ------------------- | ------------ | ------------ | ------------- | ------------- | -------------------- | -------------------- | -------------------- | ------------ | ------ |
| Милош Раовић        | 400 м        | 47,31        | 48,89         | 3. у гр. 5    | Није се квалификовао | Није се квалификовао | Није се квалификовао | 24 / 24 (28) |        |
| Горан Нава          | 1.500 м      | 3:40,65 НР   | 3:48,53       | 6. у гр. 3    | Није се квалификовао | Није се квалификовао | Није се квалификовао | 13 / 22 (22) |        |
| Душан Макевић       | 3.000 м      | 8:03,32      | 8:15,90       | 8. у гр. 2    | Није се квалификовао | Није се квалификовао | Није се квалификовао | 17/21 (23)   |        |
| Лазар Анић          | скок удаљ    | 7,88         | 7,98 ЛР       | 2.            |                      |                      | 7,90                 | 6 / 18 (20)  |        |
| Страхиња Јованчевић | скок удаљ    | 7,64         | 7,47 ЛРС      | 18.           | Није се квалификовао | 18 / 18 (20)         |                      |              |        |
| Асмир Колашинац     | бацање кугле | 20,91 НР     | 19,96         | 11.           | Није се квалификовао | 11/23 (23)           |                      |              |        |

седмобој
| Дисциплина   | Михаил Дудаш | Михаил Дудаш | Михаил Дудаш | Михаил Дудаш | Михаил Дудаш | Михаил Дудаш |
| Дисциплина   | Лич. рек.    | Резултат     | Бод.         | Плас.        | Укупно       | Плас.        |
| ------------ | ------------ | ------------ | ------------ | ------------ | ------------ | ------------ |
| 60 м         | 6,90         | 7,03         | 872          | 4.           | 872          | 4.           |
| Скок удаљ    | 7,55         | 7,40         | 910          | 5.           | 1.782        | 6.           |
| Бацање кугле | 14,39        | 14,33        | 749          | 7.           | 2.531        | 5.           |
| Скок увис    | 2,08         | 2,01 ЛРС     | 813          | 7.           | 3.344        | 6.           |
| 60 препоне   | 8,08         | 8,11         | 954          | 7.           | 4.298        | 6.           |
| Скок мотком  | 4,82         | 5,10 ЛР      | 941          | 3.           | 5.239        | 4.           |
| 1.000 м      | 2:39,04      | Диск         |              |              | 5.239        |              |
| Седмобој     | 6.099 НР     |              |              |              | 5.239        | 14 / 14 (16) |

### Жене
| Атлетичарка     | Дисциплина   | Лични рекорд | Квалификације | Квалификације | Полуфинале            | Полуфинале            | Финале                | Финале       | Детаљи |
| Атлетичарка     | Дисциплина   | Лични рекорд | Резултат      | Место         | Резултат              | Место                 | Резултат              | Место        | Детаљи |
| --------------- | ------------ | ------------ | ------------- | ------------- | --------------------- | --------------------- | --------------------- | ------------ | ------ |
| Милана Тирнанић | 60 м         | 7,51         | 7,56          | 6. у гр. 5    | Није се квалификовала | Није се квалификовала | Није се квалификовала | 35/37 (38)   |        |
| Тамара Салашки  | 400 м        | 52,99 НР     | 54,03         | 3. у гр. 4 кв | 53,50                 | 4. у гр. 2            | Није се квалификовала | 11/17 (39)   |        |
| Амела Терзић    | 1.500 м      | 4:12,51      | 4:10,35 НР    | 2. у гр. 1 кв |                       |                       | 4:25,15               | 8 / 19       |        |
| Милица Емини    | 60 м препоне | 8,34         | 8,62          | 7. у гр. 4    | Није се квалификовала | Није се квалификовала | Није се квалификовала | 22 / 22 (27) |        |
| Ивана Шпановић  | скок удаљ    | 7,07 НР      | 7,03          | 1.            |                       |                       | 7,24 НР               |              |        |